# 둥관터우난역
둥관터우난역(중국어: 东管头南站)은 중화인민공화국 베이징시 펑타이구 타이핑차오 가도(太平桥街道)·펑타이 가도(丰台街道) 경계의 둥관터우 남가·베이징 서역 남로 교차로의 북서쪽 사분면에 위치한 베이징 지하철 팡산선과 16호선의 환승역이다.

## 역 구조
16호선 역은 둥관터우 남가(东管头南街)에 위치한 동서 방향으로 배치된 1면 2선식 섬식 승강장의 역이다. 팡산선 역은 둥관터우 남가와 베이징 서역 남로(北京西站南路) 교차로의 북서쪽 사분면에 위치한 지하 2열 3경간 형태의 섬식 승강장의 역이다. 팡산선과 16호선은 이 역에서 T자 형태로 교차하여 환승되며, 팡산선은 16호선 아래를 지나간다. 팡산선 승강장의 북쪽 끝에는 이중 건넘선이 존재하여 현재 모든 팡산선의 열차는 회차 시 이 선을 사용한다. 본선의 북쪽 끝에서는 북쪽으로 계속 확장할 수 있는 조건이 확보되어 있다.
| 지면층                 | 출입구                          | A—F출입구                                               |
| 이중층                 | 제한구역                        | E 출구 아래 철도 통과                                   |
| 지하 1층 대합실 층     | 16호선 대합실                   | 발권 서비스, 자동 티켓 판매기, 이카통(一卡通) 카드 충전 |
| 지하 2층 16호선 승강장 | 팡산선 대합실                   | 발권 서비스, 자동 티켓 판매기, 이카통(一卡通) 카드 충전 |
| 지하 2층 16호선 승강장 | ←                               | ■ 16호선 베이안허 방면 (리쩌 상무구)                    |
| 지하 2층 16호선 승강장 | 섬식 승강장, 왼쪽 출입문이 열림 |                                                         |
| 지하 2층 16호선 승강장 | →                               | ■ 16호선 완핑청 방면 (펑타이)                           |
| 지하 3층 팡산선 승강장 | ←                               | ■ 팡산선 하차 전용 승강장                               |
| 지하 3층 팡산선 승강장 | 섬식 승강장, 왼쪽 출입문이 열림 |                                                         |
| 지하 3층 팡산선 승강장 | →                               | ■ 팡산선 옌춘 동 방면(서우징마오)                       |

## 출입구
이 역은 현재 5개의 출입구가 있으며, 그 중 출구 B와 E에는 직선형 엘리베이터가 설치되어 있다. 입구 F는 16호선 대합실과 직접 연결되어 있으며, 팡산선 E 출구는 징후 철로 남쪽에 위치한 유일한 출입구이다.
|                             |                                |                                                                                 |      |             |
|                             |                                |                                                                                 |      |             |
| 출구                        | 지시                           | 출구 인근                                                                       | 사진 | 무장애 시설 |
| ■ 팡산선 역사 연결          |                                |                                                                                 |      |             |
| 出口 · A                    | 서3환남로(西三环南路)          | 서3환남로(西三环南路) 동측                                                      |      | 빈칸        |
| 出口 · B                    | 베이징 서역 남로(北京西站南路) | 베이징 서역 남로(北京西站南路), 진중도우 남로(金中都南路), 둥관터우제(东管头街) |      |             |
| ■ 16호선 역사 연결          |                                |                                                                                 |      |             |
| 出口 · C                    | 베이징 서역 남로(北京西站南路) | 베이징 서역 남로(北京西站南路) 서측                                             |      | 빈칸        |
| 出口 · E                    | 서3환남로(西三环南路)          | 서3환남로(西三环南路) 동측                                                      |      |             |
| ■ 16호선 ■ 팡산선 역사 연결 |                                |                                                                                 |      |             |
| 出口 · F                    | 베이징 서역 남로(北京西站南路) | 베이징 서역 남로(北京西站南路) 서측                                             |      | 빈칸        |
| 아이콘 설명: 엘리베이터     |                                |                                                                                 |      |             |